# Рекуперативно-реостатне гальмування
Рекуперативно-реостатне гальмування — різновид електричного гальмування, під час якого в процесі зміни швидкості послідовно змінюються або накладаються одне на інше рекуперативне і реостатне гальмування. Основна перевага даного виду гальмування полягає в тому, що в даному випадку розширюється область швидкостей застосування електричного гальмування і його ефективність. Цей тип електричного гальмування широко поширений  серед приміських електропоїздів постійного струму (наприклад ЕР2Р, ЕР22, ЕТ2) та інших.